# Мейзи Уилямс (актриса)
Вижте пояснителната страница за други личности с името Мейзи Уилямс.
Маргарет „Мейзи“ Уилямс (на английски: Margaret „Maisie“ Constance Williams) е английска актриса и танцьорка, носителка на награда „Сатурн“ и номинирана за награди „Еми“, „Млад актьор“, „SFX“ и пет награди на „Гилдията на актьорите“. Тя е най-известна с ролята си на Аря Старк в сериала „Игра на тронове“ и с ролята на Джоси О'Мали във филма „Топлинен удар“.

## Биография
Мейзи Уилямс е родена на 15 април 1997 г. в Бристъл, Англия. Мейзи е най-младото от четири деца, майка ѝ Хилари Уилямс е администратор в университет, вторият ѝ баща работи като бизнес консултант. Мейзи израства в Съмърсет. Тя учи първо в училище „Нортън Хил“ в Мидсоумър Нортън, а по-късно се премества да учи сценични изкуства в „Бат Данс Колидж“.
Мейзи тренира танци в продължение на няколко години и има желание да стане танцьорка. Когато е на четиринадесет години прекъсва училище в преследване на актьорска професия.

## Кариера
Дебютът ѝ е през 2011 г. в сериала на HBO – „Игра на тронове“, в който играе ролята на Аря Старк. За играта си в сериала получава ласкави оценки от критиката и номинации за награди „Млад актьор“ и „SFX“, също така печели награда на радио Би Би Си 1 в категория „най-добър британски млад актьор“.
Дебютът ѝ в пълнометражен филм е през 2013 г. в трилъра „Топлинен удар“, в който си партнира със Стивън Дорф и Питър Стормър.

## Филмография

### Филми
| Година | Заглавие на български | Оригинално заглавие | Роля         | Бележка      |
| ------ | --------------------- | ------------------- | ------------ | ------------ |
| 2013   |                       | „Up on the Roof“    | Триш         | късометражен |
| 2013   | „Топлинен удар“       | „Heatstroke“        | Джоси О'Мали |              |
| 2014   |                       | „Corvidae“          | Джей         | късометражен |
| 2014   |                       | „Gold“              | Аби          |              |
| 2014   |                       | „The Falling“       | Лидия        |              |

### Телевизия
| Година | Заглавие на български | Оригинално заглавие           | Роля               | Бележка                   |
| ------ | --------------------- | ----------------------------- | ------------------ | ------------------------- |
| 2011–  | „Игра на тронове“     | „Game of Thrones“             | Аря Старк          | 33 епизода                |
| 2012   |                       | „The Secret of Crickley Hall“ | Loren Caleigh      | 3 епизода                 |
| 2014   |                       | „Robot Chicken“               | Диди Пикълс (глас) | епизод: „Link's Sausages“ |
| 2015   |                       | „Cyberbully“                  | Кейси Джейкъбс     | телевизионен филм         |
| 2015   | „Доктор Кой“          | „Doctor Who“                  | Ашилда             | 4 епизода                 |